# Конта
Конта (італ. Contà) — муніципалітет в Італії, у регіоні Трентіно-Альто-Адідже, провінція Тренто. Муніципалітет утворено 1 січня 2016 року шляхом об'єднання муніципалітетів Кунево, Флавон і Террес.
Конта розташоване на відстані близько 510 км на північ від Рима, 25 км на північ від Тренто.
Населення — 1436 осіб (2015).
Щорічний фестиваль відбувається 10 серпня. Покровитель — Святий Лаврентій.

## Демографія
Населення за роками:

Станом на 1 січня 2023 року в муніципалітеті офіційно проживало 96 іноземців з 21 країни, серед них 42 громадяни країн Євросоюзу та 8 громадян України.

## Сусідні муніципалітети
- Камподенно
- Денно
- Вілле-д'Анаунія